# Bernard d’Abbadie d’Arboucave
Bernard d’Abbadie d’Arboucave (* um 1646 in Maslacq; † 14. Dezember 1732 in Dax) war ein französischer Theologe und von 1690 bis zu seinem Tod Bischof von Dax.

## Leben
Bernard d’Abbadie d’Arboucave entstammte einer alten Adelsfamilie der Gascogne, die ursprünglich im Béarn siedelte. Er war ein Sohn des Barons Daniel-Pierre d’Abbadie d’Arboucave und der Anne-Françoise de Poudenx, einer Schwester des Bischofs von Tarbes, François de Poudenx. Seine Ausbildung erhielt er im Seminar Saint-Magloire in Paris. Frühzeitig wurde er Pfarrer seiner Heimatgemeinde Maslacq und Großvikar des Bistums Lescar. Eifrig wirkte er bei der Bekehrung der Protestanten seiner Gemeinde zum römisch-katholischen Glauben mit und zog hierdurch die Aufmerksamkeit des Intendanten Nicolas-Joseph Foucault auf sich, der ihn dem König Ludwig XIV. für eine höhere Funktion empfahl. Daraufhin schlug Ludwig XIV. Abbadie als neuen Bischof von Dax vor. Seine Ernennung für dieses geistliche Amt erfolgte am 15. August 1690. Allerdings musste er auf seine Weihe mehr als zwei Jahre warten, da der Heilige Stuhl die Bischofsernennungen Ludwigs XIV. nicht bestätigte. Trotzdem akzeptierte er in diesem Intervall vor seiner Weihe bedenkenlos die Anerkennungsbriefe des Kapitularvikars der Diözese Dax, die ihm eine Einmischung in die Verwaltung des Bistums erlaubten. Schließlich erfolgte am 26. Oktober 1692 in Paris seine durch den Bischof von Auch, Armand-Anne-Tristan de La Baume de Suze, vollzogene Weihe zum Bischof. Erst am 14. Januar 1693 kam er in Dax an. Hier residierte er sein ganzes weitere Leben und verlangte von seinen Untergebenen, dass sie seinem Beispiel folgten.
1705 war Abbadie Deputierter der Generalversammlung des französischen Klerus und opponierte gegen die Neugestaltung der Besteuerung der Pfründen. Er versuchte mit den Kanonikern seines Bistums gute Beziehungen zu unterhalten und insbesondere diverse unter seinem Vorgänger Paul-Philippe de Chaumont ungelöst gebliebene Streitigkeiten zu entschärfen. Ebenso verhielt er sich gegenüber jenen Pfarrern, die der Plan, gemeinsam mit dem Bistum Oloron ein interdiözesanes Priesterseminar nahe Bayonne zu errichten, zunächst verärgert hatte. Der Fortbestand des Seminars in Dax beruhigte die Geistlichen. Viel Aufsehen erregte indessen seine 1696 ausgesprochene Entlassung des Offizials Monsieur de Pons. Dieser belangte den Bischof vor dem Parlement von Bordeaux unter der Beschuldigung, dass Abbadie den Abberufungsbefehl in ehrrühriger Weise gegeben habe. Das Parlement unterstützte den Standpunkt des Offizials. Abbadie wandte sich daraufhin an den Rat des Königs, und schließlich bestätigte 1700 eine von der Kleriker-Versammlung herbeigeführte königliche Deklaration das Recht der Bischöfe, ihre Offiziale, allerdings unter Wahrung der Form, abzusetzen.
Unter Abbadie wurden Lazaristen im Wallfahrtsort Buglose angesiedelt. Nach den Vorstellungen des Bischofs sollten sie vor allem frisch geweihte Priester in der praktischen Ausübung ihres Amtes ausbilden. Außerdem hatten sie Geistlichen und Laien die Übungen zur spirituellen Einkehr zu erleichtern und die Wallfahrer seelsorgerisch zu betreuen. Der Bischof berief auch Töchter der christlichen Liebe ins Hospiz Saint-Esprit de Dax, um dort für Kranke und Arme zu sorgen. Außerdem trieb Abbadie den Wiederaufbau der um 1644 eingestürzten Kathedrale von Dax voran.
In seiner Haltung zum Quietismus befand sich Abbadie auf einer Linie mit dem Heiligen Stuhl. Dem Jansenismus zeigte er sich anfangs feindlich gesinnt. Als der Kampf der katholischen Kirche gegen die Anhänger dieser als häretisch betrachteten Glaubensrichtung zu Anfang des 18. Jahrhunderts nach dem Erscheinen der Réflexions morales sur le Nouveau Testament des jansenistischen Theologen Pasquier Quesnel wieder begann, akzeptierte Abbadie 1705 mit der französischen Klerikerversammlung die Verurteilung dieser Schrift durch Papst Clemens XI. in der Bulle Vineam Domini Sabaoth. Ebenso verhielt er sich 1714 bezüglich der vom selben Papst erlassenen Bulle Unigenitus Dei filius. Nach dem Tod Ludwigs XIV. (1715) erlangten die Jansenisten wieder einen gewissen Einfluss in den Regierungsräten, und Abbadie zeigte sich ihnen ab 1717 wesentlich geneigter und distanzierte sich von der Bulle Unigenitus. Der Bischof von Aire rügte seinen Amtskollegen, doch Abbadie blieb mehr als ein Jahrzehnt beharrlich bei seiner oppositionellen Haltung gegenüber der Linie des Papstes. Wahrscheinlich wurde er durch den Kardinal Louis-Antoine de Noailles zu dieser Haltung veranlasst. Als der Kardinal 1729 die Bulle Unigenitus anerkannte, folgte Abbadie diesem Meinungsschwenk und pflichtete der Bulle in einem Hirtenbrief vom 26. März 1729 ebenfalls bei. Somit war er zwar wieder zu seiner früheren Ablehnung des Jansenismus zurückgekehrt, doch widersetzte sich ihm eine Gruppe von Priestern und Kanonikern seines Bistums in diesem Punkt energisch und konnte erst durch das Eingreifen der königlichen Regierung in die Schranken gewiesen werden. Inmitten dieser Auseinandersetzungen starb Abbadie am 14. Dezember 1732 im Alter von etwa 86 Jahren in Dax.